# Intimacy (album Bloc Party)
Intimacy - to trzeci studyjny album angielskiej grupy muzycznej Bloc Party. Materiał na płytę został nagrany w przeciągu dwóch tygodni w kilku miejscach w Londynie i hrabstwie Kent. Longplay został wyprodukowany przy pomocy dwóch producentów muzycznych - Paula Epwortha oraz Jacknife'a Lee. Album został wydany 21 sierpnia 2008 przez niezależną wytwórnię muzyczną Wichita Recordings. Na płycie jest 13 utworów, wśród których 2 utwory zostały dodane jako dodatkowe - „Letter to My Son” oraz „Your Visits Are Getting Shorter”. Album Intimacy zawiera 3 utwory, które zyskały status singli - „Mercury”, „Talons” oraz „One Month Off”.

## Lista utworów
| 1.  | Ares                            | 3:30  |
|     |                                 |       |
| 2.  | Mercury                         | 3:53  |
|     |                                 |       |
| 3.  | Halo                            | 3:36  |
|     |                                 |       |
| 4.  | Biko                            | 5:01  |
|     |                                 |       |
| 5.  | Trojan Horse                    | 3:32  |
|     |                                 |       |
| 6.  | Signs                           | 4:40  |
|     |                                 |       |
| 7.  | One Month Off                   | 3:39  |
|     |                                 |       |
| 8.  | Zephyrus                        | 4:35  |
|     |                                 |       |
| 9.  | Talons                          | 4:43  |
|     |                                 |       |
| 10. | Better Than Heaven              | 4:22  |
|     |                                 |       |
| 11. | Ion Square                      | 6:33  |
|     | Dodatkowe utwory:               |       |
| 12. | Letter to My Son                | 4:26  |
|     |                                 |       |
| 13. | Your Visits Are Getting Shorter | 4:21  |
|     |                                 |       |
|     |                                 | 56:51 |
|     |                                 |       |